# جیمز دگیل
جیمز دگیل (انگلیسی: James DeGale؛ زادهٔ ۳ فوریهٔ ۱۹۸۶) بوکسور اهل بریتانیا است.